# ジェローム・ガルセス
ジェローム・ガルセス（Jérôme Garcès、1973年10月24日 - ）は、フランスのラグビーユニオンレフリー（審判員）。フランス・ポー出身。

## 略歴
日本で開催されたIRBジュニア世界選手権にレフリーとして参加。
2011年、2011年W杯の担当レフリーになって現在も継続中。
また日本代表がラグビーW杯で24年ぶりの勝利を収めた南アフリカ戦(通称・ブライトンの奇跡)の主審を務めた。
そして2019年、2019年W杯の決勝レフリー担当。フランス人が決勝レフリーを務めるのは史上初。